# Алекс Німо
Александер Френк Німо (англ. Alexander Frank Nimo; нар. 21 березня 1990, Монровія, Ліберія) — американський футболіст, вінґер. Народився в Ліберії, але на міжнародному рівні представляв США.

## Ранні роки
Будучи немовлям, Алекс переїхав зі своїми батьками, Томмі та Маймою Німо, до табору для біженців у Гані. У вище вказаному місці провів більшу частину з перших дев'яти років свого життя, оскільки сім'я втекла від Першої громадянської війни в Ліберії. Німо та його родина отримали притулок як політичні біженці та переїхали до Орегону за сприяння католицьких благодійників США. В Орегоні його виявив покійний футбольний тренер Портлендського університету Клайв Чарльз і перевів його в ФК «Портленд».

## Клубна кар'єра

### Юнацькі роки
У 2003 році обраний до резервного списку гравців юнацької збірної США (U-14). Півзахисник зростом 1,65 м навчався в Політехнічній школі Бенсона в Портленді і двічі визнавався найкращим форвардом усіх штатів. Його вважали одним із найкращих гравців, які коли-небудь виховувалися в Орегоні. Його внесли до символічної збіроної за версією Параду, а також збірної штату за версією Бенсона. У листопаді 2006 року отримав громадянство США. У 2007 році приєднався до табору резидентів США, розташованого в Брейдентоні, штат Флорида, грав за юнацьку збірну США (U-17).

### Професійна кар'єра
На супердрафті MLS 2008 Німо, з яким ліга вже підписала контракт Generation Adidas на суму 45 000 доларів на рік, обраний клубом «Реал Солт-Лейк» під 17-м номером. Відзначився своїм першим голом за команду 9 липня 2008 року в товариському матчі проти «Сантоса Лагуни», але не звграв жодного матчу в чемпіонаті протягом сезону. Незадовго до відкриття сезону 2009 року, у березні, клуб оголосив, що Німо відправиться в оренду до «Портленд Тімберс» з Першого дивізіону USL. На сезон 2010 року знову був орендований «Тімберс».
18 листопада 2010 року було оголошено, що Німо закінчить програму MLS Generation Adidas наприкінці сезону 2010 року.
10 січня 2012 року відправився на перегляд у «Битовію» (Битів), яка виступала у Другій лізі Польщі (3-й рівень).

#### «Таммека»
7 березня 2012 року підписав 2-річний контракт з клубом естонської Мейстріліги «Таммека» (Тарту). У вище вказаному сезоні провів за команду 34 матчі та відзначився 6-ма голами. Напередодні старту сезону 2013 року контракт розірвали за згодою сторін.

## Кар'єра в збірній
У 2006 році отримав виклик до юнацької збірної США (U-17), яка розпочала свою кампанію в кваліфікації на юнацький (U-17) чемпіонат світу 2007. Після цього зіграв усі чотири матчі у футболці збірної США на чемпіонаті світу, на якому американці дісталися до 1/8 фіналу, де поступилися Німеччині. У 2008 році він став основним гравцем молодіжної збірної США.

## Досягнення
«Портленд Тімберз»
- Кубок комісара Першого дивізіону USL
  -  Володар (1): 2009